# Masami Tsuchiya (Terrorist)
Masami Tsuchiya (japanisch 土谷 正実 Tsuchiya Masami; * 25. Oktober 1965 in Machida, Tokio; † 6. Juli 2018 in Katsushika-ku, Tokio) war ein Anhänger der religiösen Bewegung Aum Shinrikyo, der unter anderem wegen der Produktion von Nervenkampfstoffen, die beim Giftgasanschlag in der Tokioter U-Bahn 1995 verwendet wurden, zum Tode verurteilt und hingerichtet wurde.

## Leben, Hinwendung zum Aum Shinrikyo
Tsuchiya wurde als introvertiertes Kind mit wenig ausgeprägtem Sozialleben beschrieben, der immer wieder Déjà-vu-Empfindungen hatte, die er sich nicht erklären konnte, und für die ihm seine Lehrer keine zufriedenstellenden Erklärungen zu geben vermochten.
Er begann daher sich für Yoga zu interessieren. Er wollte zum Himalaya reisen und sich dort weiter mit Religion beschäftigen, entschied sich aber stattdessen doch zum Besuch einer Universität.
Im Sommer 1986, im dritten Studienjahr, verließ ihn seine Partnerin. Tsuchiya verletzte sich daraufhin durch einen langen Schnitt an seinem Körper selbst.
Ein Freund nahm ihn am 23. April 1989 mit zu seiner ersten Sitzung in einem Aum Shinrikyo Dojo. Tsuchiya nahm dort eine Yoga-Position ein und beim Betrachten eines Bildes von Shoko Asahara meinte er eine außerkörperliche Erfahrung zu erleben.
Nachdem er seinen Master-Abschluss in physikalischer und organischer Chemie an der Tsukuba-Universität erworben hatte, war er Doktorand der Fachrichtung Photochemie an der Tsukuba-Universität., Er beschloss jedoch im Juni 1990 seine Doktorarbeit abzubrechen. Im Juli 1991 erfuhren seine Eltern davon und nötigten ihn, zu Hause zu bleiben, doch am Ende des Sommers flüchtete er zu einem Aum-Dojo.
Er wurde am 5. September 1991 Mönch und verbrachte das nächste Jahr damit, sich spirituellen Übungen zu widmen.

## Vorabend des 20. März 1995
Fumihiro Joyu berichtete von einem Treffen mit Asahara und u. a. Tsuchiya, das Anfang 1993 stattgefunden habe, dabei sei die Ausstattung einer Aum-Streitmacht mit Sprengstoffen, Atomwaffen und Raketensystemen besprochen worden.
Tsuchiya war innerhalb der Aum-Hierarchie Seiichi Endō unterstellt und wurde gelegentlich beauftragt, ihn bei der Entwicklung biologischer Waffen zu unterstützen.
Nach seiner Rückkehr von einer Russlandreise im Juni 1993 erzählte Hideo Murai Tsuchiya, dass die Aum-Religion durch chemische Waffen bedroht werde und bat ihn, analytische Methoden zur Feststellung dieser zu recherchieren.
Tsuchiya sagte während seines Gerichtsverfahrens, dass er, als er die Bibliothek besuchte, um zu recherchieren, an den Einmarsch der chinesischen Volksbefreiungsarmee in Tibet im Oktober 1950 habe denken müssen, bei der die tibetische Armee mit ihren konventionellen Waffen keinen Widerstand habe leisten können. Laut Murai würde Aum Shinrikyo von einem Weltklasse-Militär [den USA] bedroht. Die einzige Möglichkeit dieses abzuschrecken seien Massenvernichtungswaffen.
In einem Interview mit Richard Danzig erinnerte sich Tsuchiya, dass ihm im März 1994 von Asahara mitgeteilt worden sei, dass der Senfgasgeruch der täglich vom Fabrikkomplex Satyan 7 ausgegangen sei ein Beweis dafür sei, dass Aum angegriffen werde.
Masami Tsuchiya produzierte daraufhin etwa drei Liter Sarin mit ungefähr 90 Prozent Reinheit.

## Hinrichtung
Chizuo Matsumoto, Masami Tsuchiya und Seiichi Endo wurden am 6. Juli 2018 in der Haftanstalt
Tokio gehängt.